# Sophie Marceau

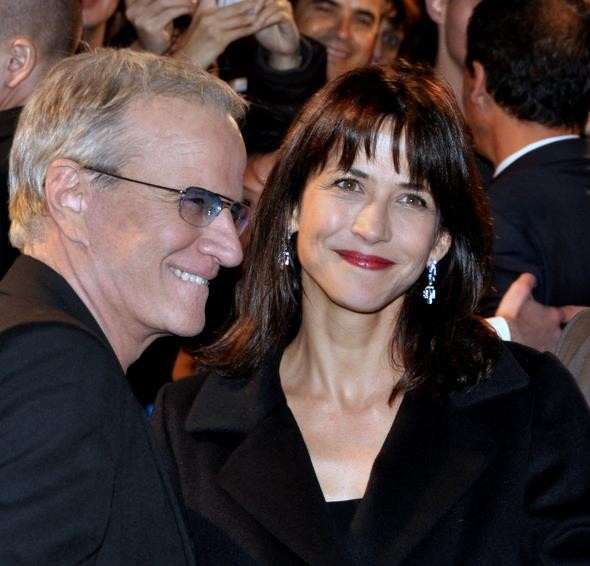
Sophie Marceau com seu então marido Christopher Lambert, em 2012

Sophie Danièle Sylvie Maupu (nome artístico: Sophie Marceau; Paris, 17 de novembro de 1966) é uma atriz, roteirista e cineasta francesa.
Ainda adolescente Marceau alcançou popularidade com seus filmes iniciais La Boum (1980) e La Boum 2 (1982), recebendo um prêmio César de Melhor Atriz Revelação. Além de sua carreira no cinema francês, ela é mais conhecida internacionalmente pelos papéis de princesa Isabelle em Braveheart e Elektra King em 007 O Mundo não é o Bastante.

## Biografia
Sophie nasceu e cresceu em Gentilly, periferia de Paris. Filha de um caminhoneiro e uma garçonete, com 13 anos e sem nenhuma experiência, ela decidiu participar em uma seleção para escolha de atores de um filme de Claude Pinoteau voltado para o público jovem.
Sua beleza com traços fortes e angelicais, concedeu-lhe admiração imediata de Pinoteau que assim que a viu pensou ter finalmente achado a protagonista. Em 1981 com apenas 14 anos, Sophie estreia La Boum - No Tempo dos Namorados, filme adolescente de grande sucesso em toda a Europa. Ela se tornou rapidamente um ídolo teen e passou a fazer capas de revistas. La Boum teve uma sequência em 1982 e deslanchou a carreira de Sophie já considerada a atriz francesa revelação com 16 anos, lhe dando o Cesar de melhor atriz estreante.
Nos anos 1980, Sophie se dedica a produções francesas, tendo atuado ao lado de Gérard Depardieu e Catherine Deneuve em Fort Saganne. Também nessa época conheceu e se casou com o produtor e diretor Andrzej Zulawski que a dirigiu em dois filmes. No início da década de 90, Sophie passa a chamar atenção do mundo que era então considerada uma das atrizes mais bonitas da atualizade. Os filmes Fanfan, Sonho de Uma Noite de Verão e A Filha de D'artagnan, deram a atriz ainda mais popularidade.
É quando então Mel Gibson a convida para participar da superprodução Braveheart - Coração Valente. O filme, que conquistou vários oscars deu a ela grande visibilidade internacional. Em 1999, interpretou a  bond girl femme fatale Elektra King no filme 007 - O Mundo Não É o Bastante, ao lado de Pierce Brosnan, o que manteve sua popularidade.
A partir de 2002, entretanto, ela passou a se dedicar o ao cinema francês, escrevendo e dirigindo filmes como Parlez-moi d’amour e L'Aube à l'envers, priorizando o cinema nacional e recusando vários papéis em Hollywood.
Em 2008 estrelou a produção francesa Les Femmes de l'ombre que retratou as guerrilheiras francesas na 2ª Guerra.

## Vida pessoal
Sophie foi casada com o diretor Andrzej Zulawski com quem teve um filho, chamado Vincent, em 1995. Em 2002 ela se separou e se casou novamente com Jim Lemley, um produtor de cinema com quem teve uma filha, que recebeu o nome de Juliette.
De 2007 a 2014, ela teve uma relação com o ator Christopher Lambert, com quem contracenou nos filmes A Chave do Mistério (2007) e L'homme de chevet (2009). Em 11 de julho de 2014 o casal anunciou que estava se separando amigavelmente.
Em 2023, ela revelou ser sapiossexual.

## Filmografia
| Ano    | Filme                                           | Título no Brasil                           | Título em Portugal                                 |
| 2014   | Une rencontre                                   |                                            |                                                    |
| 2014   | Tu veux ou tu veux pas                          |                                            |                                                    |
| 2013   | Arrêtez-moi                                     | Prenda-me                                  |                                                    |
| 2012   | Un bonheur n'arrive jamais seul                 | A Felicidade Nunca Vem Só                  |                                                    |
| 2010   | L'âge de raison                                 | Com Amor...Da Idade da Razão               |                                                    |
| 2009   | Ne te retourne pas                              | Encontro com o Passado                     |                                                    |
| 2009   | L'homme de chevet                               |                                            |                                                    |
| 2008   | Les Femmes de l'ombre                           | Contratadas para Matar                     |                                                    |
| 2008   | LOL (Laughing Out Loud)                         | Rindo À Toa                                |                                                    |
| 2008   | De l'autre côté du lit                          |                                            | Mudando de Lado                                    |
| 2007   | La Disparue de Deauville                        | A Chave do Mistério                        |                                                    |
| 2005   | Anthony Zimmer                                  | Anthony Zimmer - A caçada                  |                                                    |
| 2004   | À ce soir                                       | Nelly                                      |                                                    |
| 2003   | Les Clefs de bagnole                            |                                            |                                                    |
| 2003   | Je reste!                                       | Je reste!                                  |                                                    |
| 2003   | Alex and Emma                                   | Alex & Emma                                |                                                    |
| 2000   | Belphégor - Le fantôme du Louvre                | O fantasma do Louvre                       |                                                    |
| 2000   | La Fidélité                                     | A Fidelidade                               |                                                    |
| 1999   | The World Is Not Enough                         | 007 - O Mundo Não é o Bastante             | 007 - O Mundo Não Chega                            |
| 1999   | William Shakespeare's A midsummer night's dream | Sonho de uma noite de verão                | Sonho de uma noite de verão                        |
| 1999   | Lost & Found                                    | Achados & Perdidos                         | Perdido e Achado                                   |
| 1997   | Marquise                                        | Marquise                                   |                                                    |
| 1997   | Anna Karenina                                   | Anna Karenina                              |                                                    |
| 1997   | Firelight                                       | À luz do fogo                              |                                                    |
| 1995   | Al di là delle nuvole                           | Além das Nuvens                            |                                                    |
| 1995   | Braveheart                                      | Coração Valente                            | Braveheart - O desafio do guerreiro                |
| 1995   | Faire un film pour moi c'est vivre              |                                            |                                                    |
| 1994   | La fille de D'Artagnan                          | A filha de D'Artagnan                      |                                                    |
| 1993   | Fanfan                                          |                                            | Fanfan                                             |
| 1991   | La note bleue                                   | A Nota Azul                                |                                                    |
| 1991   | Pour sacha                                      |                                            |                                                    |
| 1990   | Pacific Palisades                               |                                            |                                                    |
| 1989   | Mes nuits sont plus belles que vos jours        | Minhas noites são mais belas que seus dias | As minhas noites são mais belas que os vossos dias |
| 1988   | L'étudiante                                     |                                            | A estudante                                        |
| 1988   | Chouans!                                        | Três destinos                              |                                                    |
| 1986   | Descente aux enfers                             |                                            | Descida aos infernos                               |
| 1985 - | Police (filme de 1985)                          | Polícia                                    | Police                                             |
| 1985   | L'amour braque                                  | A Revolta do Amor                          |                                                    |
| 1984   | Joyeuses Pâques                                 |                                            | Feliz Páscoa                                       |
| 1984 - | Fort Saganne                                    | Forte Saganne                              | Forte Saganne, o herói do deserto                  |
| 1982   | La Boum 2                                       | La Boum 2                                  | La Boum 2 - depois da festa                        |
| 1981   | La Boum                                         | La Boum - no tempo dos namorados           | La Boum - a primeira festa                         |